# 古澤忠彦
古澤 忠彦（ふるさわ ただひこ、1941年〈昭和16年〉12月 - ）は、日本の海上自衛官。最終階級は海将。舞鶴地方総監、統合幕僚会議事務局長
、横須賀地方総監を歴任した。長崎県出身。

## 経歴
1941年（昭和16年）12月、長崎県佐世保市生まれ。長崎県立長崎東高等学校を経て1964年（昭和39年）3月、防衛大学校第8期卒業、海上自衛隊入隊。護衛艦「まきぐも」艦長、第34護衛隊司令、大湊地方総監部幕僚長、海上幕僚監部人事教育部長などを経て、1994年（平成6年）7月、舞鶴地方総監に就任。1996年（平成8年）3月には統合幕僚会議事務局長に就任し、日米防衛協力のための指針見直し問題に絡み、秋山昌廣（当時防衛局長）とともに中国を訪問して傅全有（中国人民解放軍総参謀長）らとの会談を行った。1997年（平成9年）10月には横須賀地方総監に就任し、自衛隊への理解を深めてもらいたいと基地の一般開放を進めた。1998年（平成10年）12月に退官。
退官後はディフェンスリサーチセンター研究員、ユーラシア21研究所研究員等を務め、国防に関する意見を発信している。

## 略歴
- 1964年（昭和39年）3月：防衛大学校卒業、海上自衛隊に入隊
- 1979年（昭和54年）1月：2等海佐に昇任
- 1983年（昭和58年）
  - 2月：護衛艦「まきぐも」艦長
  - 7月1日：1等海佐に昇任
- 1985年（昭和60年）8月1日：海上幕僚監部総務部人事課人事班長兼要員班長兼検査班長
- 1986年（昭和61年）12月20日：第34護衛隊司令
- 1987年（昭和62年）12月2日：海上幕僚監部総務部総務課長
- 1989年（平成元年）
  - 6月30日：海将補に昇任
  - 8月1日：大湊地方総監部幕僚長
- 1991年（平成03年）7月1日：統合幕僚会議事務局第1幕僚室長
- 1993年（平成05年）7月1日：海上幕僚監部人事教育部長
- 1994年（平成06年）7月1日：海将に昇任、第34代 舞鶴地方総監
- 1996年（平成08年）3月25日：第30代 統合幕僚会議事務局長
- 1997年（平成09年）10月13日：第32代 横須賀地方総監
- 1998年（平成10年）12月8日：退官
- 2013年（平成25年）4月29日：瑞宝中綬章受章[7]

## 主張
- 憲法改正に賛成の立場をとっている[8]。
- 集団的自衛権の行使容認により日米同盟を堅持すべきとしている[9]。
- 自衛隊の武器使用・武力行使に関する制限を緩和・撤廃するべきとしている[9]。

## 著書

### 共著
- 平松茂雄・古澤忠彦『これではダメだ!日本の海洋戦略―中国の海洋覇権と戦略なき日本』（日本政策研究センター、2008年）
- 平松茂雄・古澤忠彦『中国「海洋覇権」の脅威―今ここにある「亡国の危機」にいかに対処するか』（日本政策研究センター、2010年）